# إلدير توريس
إلدير توريس (بالإسبانية: Elder Torres)‏ (14 أبريل 1995 هندوراس - ) هو لاعب كرة قدم هندوراسي، شارك في كرة القدم في الألعاب الأولمبية الصيفية 2016.

## روابط خارجية
- إلدير توريس على موقع قاعدة بيانات كرة القدم.إي يو (الإنجليزية)
- إلدير توريس على موقع Soccerway.com (الإنجليزية)
- إلدير توريس على موقع عالم كرة القدم.نت (الإنجليزية)
- إلدير توريس على موقع أوليمبيديا (الإنجليزية)